# Södra Vings hembygdsförening
Södra Vings hembygdsförening är en hembygdsförening för Södra Vings socken i Ulricehamns kommun, bildad år 1961.
Föreningen bildades för att flytta Kvarnstugan från sin ursprungliga plats vid Boga Kvarn, längs ån Viskan till en plats intill sjön Tolken vid Tolkabro. Till hembygdsgården har ytterligare byggnader samlats från andra delar av socknen. En skunkladugård från Åkerhult och en smedja från Ulvunga. Bogastugan används som föreningens egen samlingslokal.
Södra Vings hembygdsförening är medlemmar i  Västergötlands hembygdsförbund.